# 日本動畫協會
日本動畫協會（日語：一般社団法人日本動画協会），是按日本動畫業界的意願，把關聯團體聯合起來而成立的一個組織，以促進動畫業界的持續發展為宗旨。

## 历史
2002年5月，以有限責任的組織性質成立。2005年日本首間動畫綜合展覽館杉並動畫博物館開幕。2002年受東京都的公司委託，進行關於制作、生產實況的調查，以及動畫產業的研究、信息發佈及營銷，也進行維護版權以及負責與海外行業交流的工作。2009年5月，轉回普通組織。
大部份會員都為小型至中型公司，因此更需要聯合起來處理大型問題，如由P2P普及化所衍生出的版權問題。
協會會於海外舉辦項目以推廣會員的作品至各大海外地區的發行商，包括R1（US），R3（SEA），R2（UK），R4（Aus）。國內也會籌辦大型項目，如享有國際知名度的東京國際動畫博覽會，及亞洲太平洋動畫國際會議。

## 人力架構
- 董事長：石川和子 （日本動畫代表社長）
- 副董事長：清水義裕 （手塚製作代表董事）
- 副董事長：富岡秀行 （万代南梦宫影像制作顧問）
- 專務董事：近藤真司 （日本動畫協會事務局長）
- 常務董事：中村達朗 （EIKEN代表社長）

以及另外13名來自不同動畫機構的董事。
再加上1名監事和2名顧問。

## 成員
分為正式成員及準成員，至2011年4月，共有59間公司成為其會員。

### 正式成員
為認同本協會的方針及成立目的，在日本從事動畫製作、企劃及行銷，且為持有原則版權的企業或團體。共38間
| 排順 | 中文名稱                   | 日文名稱                                            |
| ---- | -------------------------- | --------------------------------------------------- |
| 1    | 葦Production               | 株式会社葦プロダクション                            |
| 2    | Aniplex                    | 株式会社アニプレックス                              |
| 3    | A-1 Pictures               | 株式会社A-1 Pictures                                |
| 4    | EIKEN                      | 株式会社エイケン                                    |
| 5    | 81 Produce                 | 株式会社81プロデュース                              |
| 6    | 愛貝克思影業               | エイベックス・ピクチャーズ株式会社                  |
| 7    | NBC環球娛樂                | NBCユニバーサル・エンターテイメントジャパン合同会社 |
| 8    | OLM                        | 株式会社オー・エル・エム                            |
| 9    | KADOKAWA                   | 株式会社KADOKAWA                                    |
| 10   | Khara                      | 株式会社カラー                                      |
| 11   | Gaina                      | 株式会社ガイナ                                      |
| 12   | GALLOP                     | 株式会社ぎゃろっぷ                                  |
| 13   | Graphinica                 | 株式会社グラフィニカ                                |
| 14   | GONZO                      | 株式会社ゴンゾ                                      |
| 15   | SATELIGHT                  | 株式会社サテライト                                  |
| 16   | 万代南梦宫影像制作         | 株式会社バンダイナムコフィルムワークス              |
| 17   | 小學館集英社製作           | 株式会社小学館集英社プロダクション                  |
| 18   | 白組                       | 株式会社白組                                        |
| 19   | SHIN-EI動畫                | シンエイ動画株式会社                                |
| 20   | J.C.STAFF                  | J.C.STAFF                                           |
| 21   | GENCO                      | 株式会社ジェンコ                                    |
| 22   | STUDIO COMET               | 株式会社スタジオコメット                            |
| 23   | STUDIO DEEN                | 株式会社スタジオディーン                            |
| 24   | 雲雀工作室                 | 株式会社スタジオ雲雀                                |
| 25   | STUDIO 4℃                  | 株式会社STUDIO 4℃                                   |
| 26   | 龍之子Production           | 株式会社竜の子プロダクション                        |
| 27   | diomedéa                   | 株式会社ディオメディア                              |
| 28   | 手塚製作                   | 株式会社手塚プロダクション                          |
| 29   | 東映動畫                   | 東映アニメーション                                  |
| 30   | 東寶株式會社(影像軟件分部) | 東宝株式会社 映像本部 映像事業部                    |
| 31   | TMS Entertainment          | 株式会社トムス・エンタテインメント                  |
| 32   | 日本動畫公司               | 日本アニメーション株式会社                          |
| 33   | NAS                        | 株式会社日本アドシステムズ                          |
| 34   | Bandai Visual              | バンダイビジュアル株式会社                          |
| 35   | Studio Pierrot             | 株式会社ぴえろ                                      |
| 36   | Production I.G.            | 株式会社プロダクション・アイジー                    |
| 37   | BONES                      | 株式会社ボンズ                                      |
| 38   | MAHO FILM                  | 株式会社MAHO FILM                                   |

### 準會員
為認同本協會的方針及成立目的，在日本從事動畫製作、企劃及行銷，共26間。

## 外部連結
- 日本動畫協會 （页面存档备份，存于）（日語）